# فیض‌آباد (سقز)
فیض‌آباد(به کردی: فەیزاوا، Feyzawa) روستایی از توابع بخش زیویه در شهرستان سقز است که در استان کردستان ایران قرار دارد.

## جمعیت
این روستا در دهستان گل‌تپه واقع شده و براساس سرشماری سال ۱۳۸۵، جمعیت آن ۱۷۶ نفر (۳۸ خانوار) بوده‌است.